# Кулписта
Кулписта́ (Гулписта; тадж. Қулписта) — село в районах республиканского подчинения Республики Таджикистан. 
Входит в состав джамоата (сельской общины) Киблаи района Рудаки.
Находится на холмистой местности недалеко от столицы Таджикистана (г. Душанбе), на расстоянии 50 км от райцентра (пгт. Сомониён) и 15 км от центра джамоата (село Киблаи).
Население — 3305 чел. (2017).